# Crataerina
Crataerina is een vliegengeslacht uit de familie van de luisvliegen (Hippoboscidae).

## Soorten
- C. acutipennis Austen, 1926
- C. melbae (Rondani, 1879)
- C. obtusipennis Austen, 1926
- C. pallida

Gierzwaluwluisvlieg Latreille, 1811